# مكورة عنقودية
المكورة العنقودية أو البكتيريا العنقودية أو جرثومية عنبية أو العنقودية هو جنس من البكتيريا من فصيلة العنقوديات، وصفها يأتي من اللغة اليونانية "σταφυλόκοκκος" وتعني تقريبًا كريات عنقود العنب. العنقودية عبارة عن مكوّرات غير متحرّكة، لا تبني البوغ، ترتيبها في العادة على شكل العناقيد، تتلوّن إيجابيّا حسب طريقة غرام، وإجمالًا لاهوائية اختياريا (باستثناء: Staphylococcus aureus subsp. anaerobius الخاصّة بالأغنام وهي لاهوائية إجباريا). اكتشفها العالم الفرنسي لويس باستور في سنة 1880. عدد أنواعها حاليّا يقارب العشرين أو يزيد. تتسبّب بالإصابات الجلدية مثل الداحس والقوباء.

## من خصائصها البيوكيميائية
يمكن دراستها حسب خصائص تفاعلها
- مع أنواع السكريات
- مع النيترات
- أحماض التخمير (تفاعل Voges-Proskauer، وأحمر الميتيل)
- وجود الإنزيمات مثل Alkaline phosphatase (ALP)

كل أنواع البكتيريا الكرويّة العنقودية:
- تحتوي على كاتالاز (Catalase) التي تحلّل مياه الأوكسيجين
- تستطيع أن تخمّر سكر العنب أو الغلوكوز دون إصدار غازات
- لا تحتوي على أوكسيداز.

## تواجدها
على الجلد والأغشية المخاطيّة لدى الإنسان والعديد من الحيوانات، كما أنّها موجودة في البيئة المحيطة وحتى على المواد الغذائية.

## إيجابيّة التخثير
هي تنتمي لنوع المكورات العنقودية ذات طاقة وخاصية ممرضة بشكل عالٍ. وتحتوي على عامل مهمّ مسبّب للمرض: هو إنزيم التخثر (Coagulase). يمكن إثبات وجودها باختبار التخثير: تضاف البكتيريا المراد تحديدها إلى محلول ملح الطعام ذي التركيز الفيزيولوجي مع سيترات البلازما. مثال على هذا النوع هي الـ: Staphylococcus aureus أي البكتيريا الكروية العنقودية الذهبية.

## سلبيّة التخثير
هي الأنواع التي لا يحصل لديها تخثّر في الاختبار الموصوف آنفًا. تتواجد على الجلد والأغشية المخاطيّة دون اعتبار باثولوجيّ، باستثناء عند الأشخاص ناقصي المناعة (أنظر: نقص المناعة) أو عند الإصابات المترافقة بالسطوح البلاستيكية التي تتواجد طويلا في الجسم (مثل القثاتر أو صمامات القلب والمفاصل البلاستيكية). من أهم هذه الأنواع: Staphylococcus epidermidis أي البكتيريا الكروية العنقودية الجلدية أو staphylococcus albus البيضاء وهي مسؤولة عن نسبة كبيرة من التهاب الغلاف القلبي الداخلي، Staphylococcus capitis الموجودة على فروة الرأس، Staphylococcus haemolyticus أي المكورات العنقودية المفككة للدم،Staphylococcus saprophyticus أي المكورات العنقودية المتغذّية على الفضلات. هذه الأخيرة تترافق مع ظاهرة مرضية خاصّة هي حصر البول وتصيب الذكور والإناث بالتهابات المجاري البولية السفلى خاصّة.
Staphylococcus intermedius موجودة لدى الخيول والكلاب.

## مقاومة الميتيسيللين (MRSA وORSA)
هي الأنواع الأخطر في هذه الفئة، إذ تحتوي على البروتينات الشاغرة للبنيسيللين (والمشفّرة لدى الجين mecA-Gen) وبذلك تقاوم العلاج بالمضادات الحيوية من فئة بيتالاكتام (ميتيسيللين وأوكساسيللين Oxacillin, Methicillin). وغالبًا ما تكون مقاومة أيضًا لفئات أخرى من المضادات الحيوية. التفسيرات الأوليّة لهذه الظاهرة هي أنّه عبر الاستعمال الغير مراقب في نطاق تربية الحيوان، تطوّرت لدى بعض أنواع البكتيريا المذكورة هذه المقاومة الشديدة للمضادات الحيوية. أغلب ما تظهر هذه الأنواع في المستشفيات وتنتشر بشكل عدوى محدودة الزمان والمكان لدى تدابير الصحة المتخذة بشكل غير كافٍ.

## مقاومة الميتيسيللين المكتسبة (اجتماعيّا)
هي الأنواع المقاومة للميتيسيللين التي تظهر خارج المستشفيات. تتسبّب بالخراج والتهابات الرئويّة النقروزية (أي المميتة للأنسجة) ولذلك تكون نسبة الوفيّات مرتفعة.
في أحدث الدراسات في الولايات المتحدة، استنتج أنها منتشرة بشكل لأوسع مما كان يُتصوّر (أتلانتا: 25.7 لكل 100000 نسمة!)